# Réserve écologique du Bog-à-Lanières

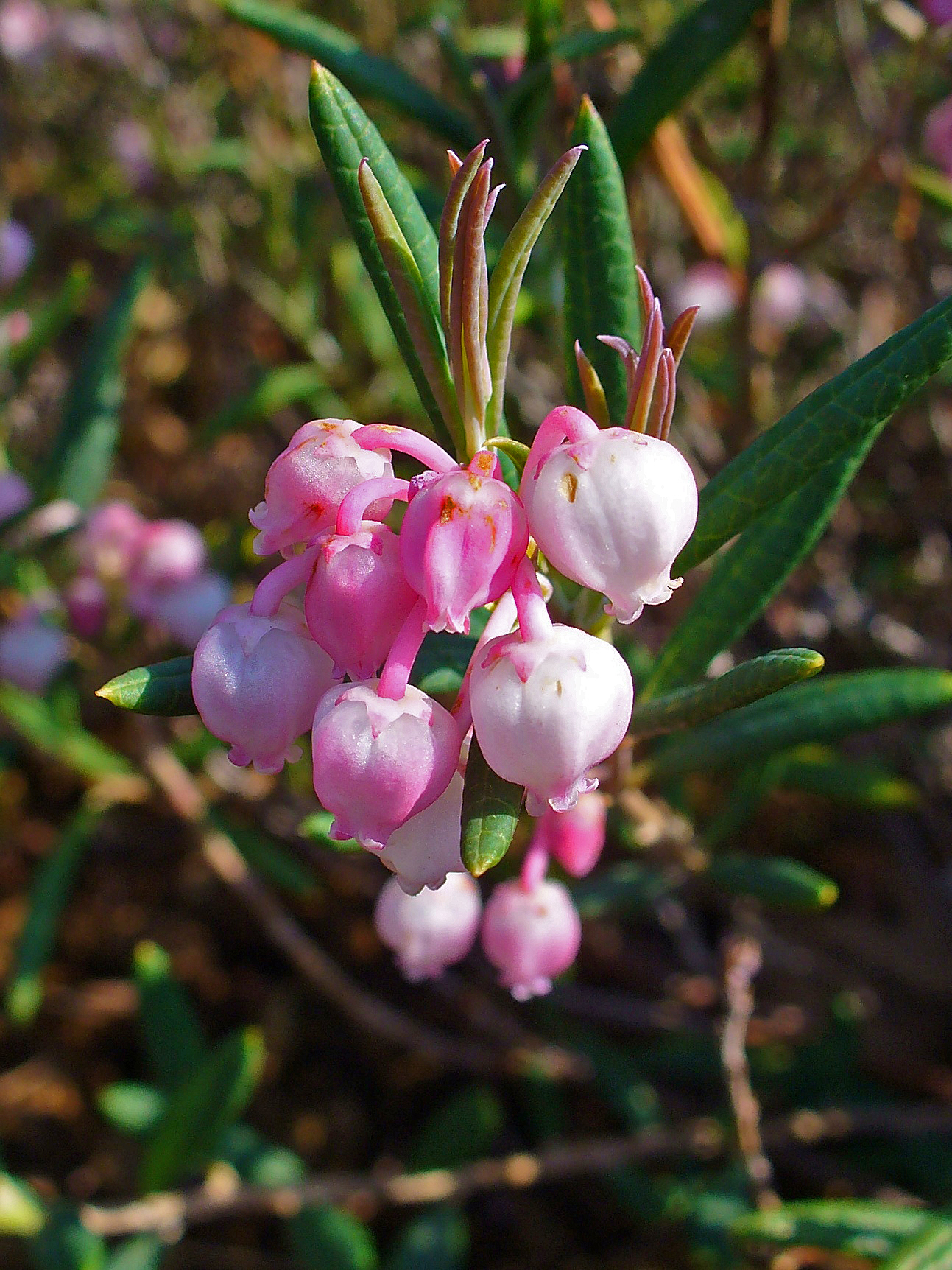
Andromeda polifolia

Die Réserve écologique du Bog-à-Lanières ist ein im Jahr 1992 eingerichtetes, 433 ha großes Schutzgebiet im Süden der kanadischen Provinz Québec, in der Agglomération de La Tuque westlich des Batiscan. Es liegt 60 km von La Tuque entfernt bei Lac-Édouard.

## Flora und Fauna
Das Schutzgebiet liegt in einer weiten Senke und repräsentiert vor allem die Flora und Fauna, die für die Moore der Region kennzeichnend ist, genauer gesagt für die nährstoffärmeren Bogs in den mittleren Laurentiden. Dieser Moortyp wird nur durch Regen und Schnee mit Wasser versorgt und ist sehr mineralienarm.
Das eigentliche Schutzgebiet stellt nur den wichtigsten, inneren Teil des Moores dar, kann jedoch auf Dauer nicht ohne die Moortypen existieren, die diesen Kern umgeben. Dieser Typ von Moor ist in Québec besonders selten. Das größere, flache Wassergebiet im Norden des Schutzgebiets birgt Rosmarinheide (Andromeda polifolia), aber auch Arten der Gattungen Lorbeerrosen und Schnabelriede. Diesen inneren Bereich umgibt zunächst ein Gürtel von Schwarz-Fichten, diesen wiederum ein Ring von durch Farne gekennzeichnetem Moor.